# Kryštof Arnošt Šlik
Kryštof Arnošt hrabě Šlik (německy Christoph Ernst Graf Schlik, 8. listopadu 1620, Bílá hora) byl český šlechtic z ostrovské linie rodu Šliků.

## Život
Kryštof Arnošt se narodil jako syn Štěpána Šlika z jeho prvního manželství s Jitkou (Judith) Kateřinou svobodnou paní z Redernu.
Sloužil v protestantské armádě „zimního krále“ Fridricha Falckého. Padl v bitvě na Bílé hoře 8. listopadu 1620.